# Ewangelickie Duszpasterstwo Wojskowe
Ewangelickie Duszpasterstwo Wojskowe – ewangelickie duszpasterstwo polowe działające w Kościele Ewangelicko-Augsburskim w RP, sprawujące opiekę nad wiernymi wyznania luterańskiego oraz innych wyznań protestanckich, związanymi ze służbą w Siłach Zbrojnych Rzeczypospolitej Polskiej.

## Historia
Ewangelickie Duszpasterstwo Wojskowe (EDW) zostało powołane w 1995 r. Nawiązuje do tradycji ewangelickiego duszpasterstwa wojskowego w polskich formacjach zbrojnych: w okresie II RP, w czasie II wojny światowej i tuż po wojnie.
Na podstawie porozumień zawartych między władzami Kościoła Ewangelicko-Augsburskiego z Kościołami Ewangelicko-Reformowanym, Ewangelicko-Metodystycznym, Chrześcijan-Baptystów i Adwentystów Dnia Siódmego EDW obejmuje swą działalnością także wyznawców tych Kościołów poprzez posługę Kapelana Ekumenicznego.

Insygnia
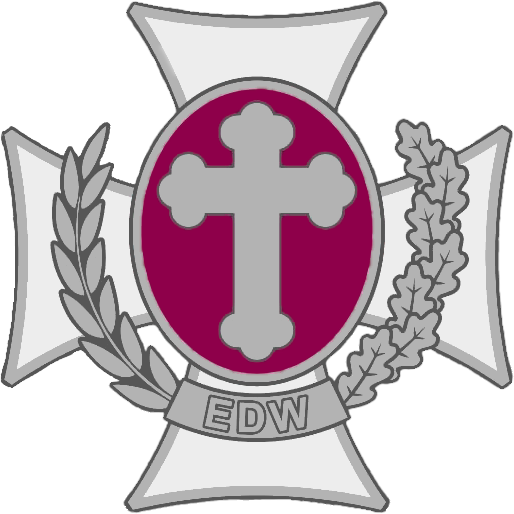
Odznaka pamiątkowa (od 2023)
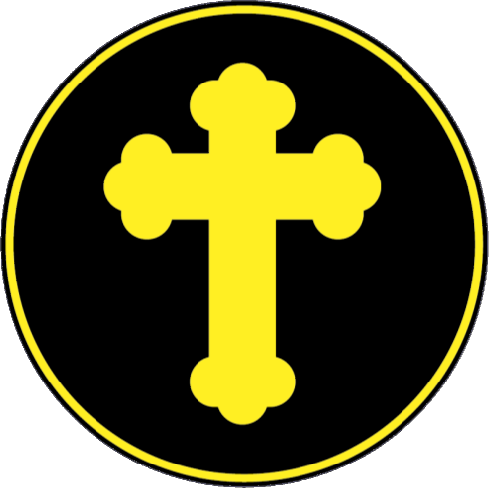
Oznaka rozpoznawcza na mundur wyjściowy (od 2023)
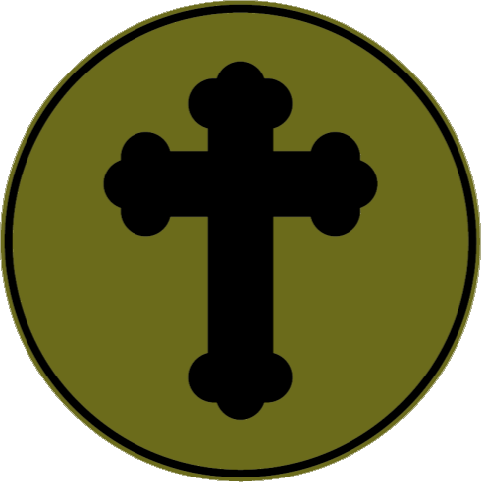
Oznaka rozpoznawcza na mundur polowy (od 2023)

## Naczelni Kapelani Ewangelickiego Duszpasterstwa Wojskowego
- 1995–1999 – ks. Jan Hause
- 1999–2010 – bp. gen. bryg. Ryszard Borski
  - 2009–2010 – ks. kpt. Marcin Hintz – elekt, zrezygnował z objęcia funkcji
  - 2009–2010 – ks. płk Adam Pilch p.o. naczelnego kapelana
- 2010–2020 – bp płk Mirosław Wola
- 2021–2024 bp mjr rez. Marcin Makula
  - od 2024 - cz.p.o ks. ppłk Tomasz Wola[1]